# Paleotherium
Paleotherium (v překladu z řečtiny „staré zvíře”) je vymřelý rod lichokopytníka z čeledi Palaeotheriidae, jež je příbuzná koňovitým. Paleotherium žilo v období raného a středního eocénu v tropických lesích, které se tehdy rozkládaly v Evropě. Dříve bylo pokládáno za příbuzné tapírů, dnes se řadí mezi příbuzné koňů. Bylo dlouhé asi 75 centimetrů.